# Fairchild C-82
Avionul Fairchild C-82 Packet a fost un avion de transport bimotor, folosit de către Forțele Aeriene ale Armatei Statelor Unite după cel de-al doilea Război Mondial. A fost proiectat și construit la cererea US Army în anul 1941, de către firma Fairchild, primul zbor avându-l în 1944. Este un monoplan de construcție metalică foarte robustă, cu planul sus și fuzelaj dublu. Au fost în total construite 223 aparate de zbor majoritatea fiind folosite pentru transportul de materiale militare cât și de trupe inclusiv desanturi de parașutiști.
Acest model de avion a fost urmat de C-119 Flying Boxcar executat într-un număr de 55 exemplare. 
Avionul C-82 a fost folosit în filmul artistic Pasărea Phoenix.

## Utilizatori militari
- Brazilia
- Honduras
- Statele Unite ale Americii
  - United States Army Air Forces
  - United States Air Forces